# Gilbert Guillaume
Gilbert Guillaume (* 4. Dezember 1930 in Bois-Colombes) ist ein französischer Völkerrechtler. Er war von 1987 bis 2005 Richter am Internationalen Gerichtshof und von 2000 bis 2003 dessen Präsident.
Nach dem Studium der Rechts- und Wirtschaftswissenschaften an der Universität Paris sowie am Institut d’études politiques de Paris (Sciences Po) durchlief Guillaume die Hochschule für Spitzenbeamte École nationale d’administration (ENA). Anschließend wurde er 1957 als Auditeur beim Conseil d’État in den französischen Staatsdienst übernommen. Er stieg 1963 zum Maître des Requêtes und 1981 zum Staatsrat auf. Wiederholt wurde Guillaume vom Conseil d’État zu anderen Behörden und internationalen Organisationen abgeordnet. 
So wirkte er von 1968 bis 1979 als Rechtsberater beim französischen Staatssekretariat für zivile Luftfahrt und gleichzeitig als französischer Vertreter im Rechtsausschuss der Internationalen Zivilluftfahrtorganisation, von 1971 bis 1975 war er Vorsitzender des Ausschusses. Er nahm an den Verhandlungen teil, die zum Übereinkommen zur Bekämpfung der widerrechtlichen Inbesitznahme von Luftfahrzeugen (Haager Übereinkommen 1970) und zum Übereinkommen zur Bekämpfung widerrechtlicher Handlungen gegen die Sicherheit der Zivilluftfahrt (1971) führten sowie an der internationalen Konferenz für Luftfahrtrecht in Rom 1973. Er führte 1975 den Vorsitz bei der diplomatischen Konferenz über die Haftung der Luftfahrtunternehmen in Montreal. Von 1973 bis 1978 war Guillaume Vorsitzender der Schlichtungskommission der Organisation für wirtschaftliche Zusammenarbeit und Entwicklung (OECD) und von 1975 bis 1978 Mitglied des Beschwerdeausschusses der Europäischen Weltraumorganisation (ESA). Als französischer Vertreter nahm er 1978 am Schiedsgerichtsverfahren über die Auslegung des Luftverkehrsabkommens zwischen den USA und Frankreich teil. 
Von 1979 bis 1987 leitete Guillaume die Rechtsabteilung des französischen Außenministeriums. Im selben Zeitraum war er Mitglied der Zentralkommission für die Rheinschifffahrt und 1981–82 deren Vorsitzender. Er vertrat die französische Regierung in zahlreichen Verfahren vor dem Gerichtshof der Europäischen Gemeinschaften, der 
Europäischen Kommission für Menschenrechte sowie dem Europäischen Gerichtshof für Menschenrechte. Guillaume war von 1982 bis 1987 französischer Delegierter im sechsten Ausschuss (Rechtsausschuss) der Generalversammlung der Vereinten Nationen. Er leitete die französischen Delegationen zur dritten UN-Seerechtskonferenz (UNCLOS III; 1982), der UN-Konferenz über die Rechtsnachfolge der Staaten in Bezug auf Staatseigentum, Archive und Schulden (Wien, 1983) sowie der UN-Konferenz über das Recht der Verträge zwischen Staaten und internationalen Organisationen oder zwischen internationalen Organisationen (Wien, 1986). Er war ab 1980 Mitglied des Ständigen Schiedshofs in Den Haag sowie (nach 1992) Mitglied des Vergleichs- und Schiedsgerichtshofs der Organisation für Sicherheit und Zusammenarbeit in Europa (OSZE).
Von 1987 bis 2005 war Guillaume als Richter am Internationalen Gerichtshof (IGH) in Den Haag tätig, an dem er von 2000 bis 2003 auch als Präsident fungierte. Anschließend wirkte er am IGH noch in mehreren Fällen als Ad-hoc-Richter.
Guillaume war zudem Vorsitzender der französischen Sektion der International Law Association.